# ホッジ・アラケロフ理論
楕円曲線のホッジ・アラケロフ理論は、アラケロフ理論(Arakelov theory)のフレームワークで考える p進ホッジ理論の楕円曲線についての類似理論である。ホッジ・アラケロフ理論は、 Mochizuki (1999) で導入された。
望月の主要な結果であるホッジ・アラケロフ理論の比較定理は、（大まかには）標数 0 の滑らかな楕円曲線の普遍拡大上の次数が d 未満の多項式の空間は、自然に d-捩れ点上の函数の d2-次元空間に（制限によって）同型となるという定理である。ド・ラームコホモロジーを複素多様体の特異コホモロジーや、p-進多様体のエタール・コホモロジーに関連付けるコホモロジー論の比較定理のアラケロフ理論の類似物である。
 Mochizuki (1999) と Mochizuki (2002a)で、彼は数論的小平・スペンサー写像やガウス・マーニン接続(Gauss-Manin connection)が、ヴォイタ予想やABC予想などに重要なヒントを与えるのではないかと指摘している。

## 宇宙際タイヒミュラー理論（IUT）への発展
Mochizuki (2002a)や Mochizuki (1999)でのアイデアは、後に宇宙際タイヒミュラー理論 (Inter-universal Teichmüller theory) の構築へとつながっていった。宇宙際タイヒミュラー理論は、ABC予想の証明を目指して導入された、より大規模で複雑な理論である。ホッジ・アラケロフ理論は、宇宙際タイヒミュラー理論の基礎となる概念や手法を開発するための重要な前段階であった。